# Миладинови острови
Миладиновите острови (на английски: Miladinovi Islets) са група от два свободни от лед малки острова с размери съответно 500 на 370 м (с площ 11 ха) и 350 на 200 м. Намират се край остров Дезълейшън, северно от остров Ливингстън от Южните Шетландски острови.
Островите са наречени в памет на Братя Миладинови, изтъкнатите български възрожденци, просветители и фолклористи.

## Местоположение
Разположени са от западната страна на залива Блайт, на 300 м южно от нос Иратаис на остров Дезълейшън, от който са отделени с протока Neck or Nothing.
Географски координати: 62°28′26″ ю. ш. 60°20′28″ з. д. / 62.473889° ю. ш. 60.341111° з. д.
Районът е посещаван от ловци на тюлени през XIX век.

## Картографиране
Картографирането e британско от 1822 и 1968 година, чилийско от 1971 година, аржентинско от 1980 година, българско от 2005 и 2009 година.

## Карти
- L.L. Ivanov et al., Antarctica: Livingston Island and Greenwich Island, South Shetland Islands (from English Strait to Morton Strait, with illustrations and ice-cover distribution), Scale 1:100000 map, Antarctic Place-names Commission of Bulgaria, Ministry of Foreign Affairs, Sofia, 2005
- L.L. Ivanov. Antarctica: Livingston Island and Smith Island. Scale 1:100000 topographic map. Manfred Wörner Foundation, 2017. ISBN 978-619-90008-3-0